# Tisbe graciloides
Tisbe graciloides är en kräftdjursart som först beskrevs av Georg Ossian Sars 1905.  Tisbe graciloides ingår i släktet Tisbe och familjen Tisbidae. Inga underarter finns listade i Catalogue of Life.